# H&K MG4
H&K MG4は、H&K社が開発した5.56 mm口径のベルト給弾式軽機関銃（分隊支援火器）である。ドイツとスペインが制式採用しており、ドイツ連邦軍に制式採用される以前には、社内でMG43と呼ばれていた。

## 開発
ドイツ連邦軍の緊急展開部隊やPKO参加部隊が、H&K G3に代わって5.56x45mm NATO弾を使用するH&K G36をアサルトライフルとして採用したため、それまで分隊支援火器として用いられてきた7.62x51mm NATO弾を使用するラインメタルMG3に代わって弾薬の互換性を保つために試作が指示された。
H&K社では1990年代に開発を行い、2001年に公表。2003年にドイツ連邦軍の分隊支援火器として採用され、試験時の名称MG4がそのまま制式名となった。

## 構造

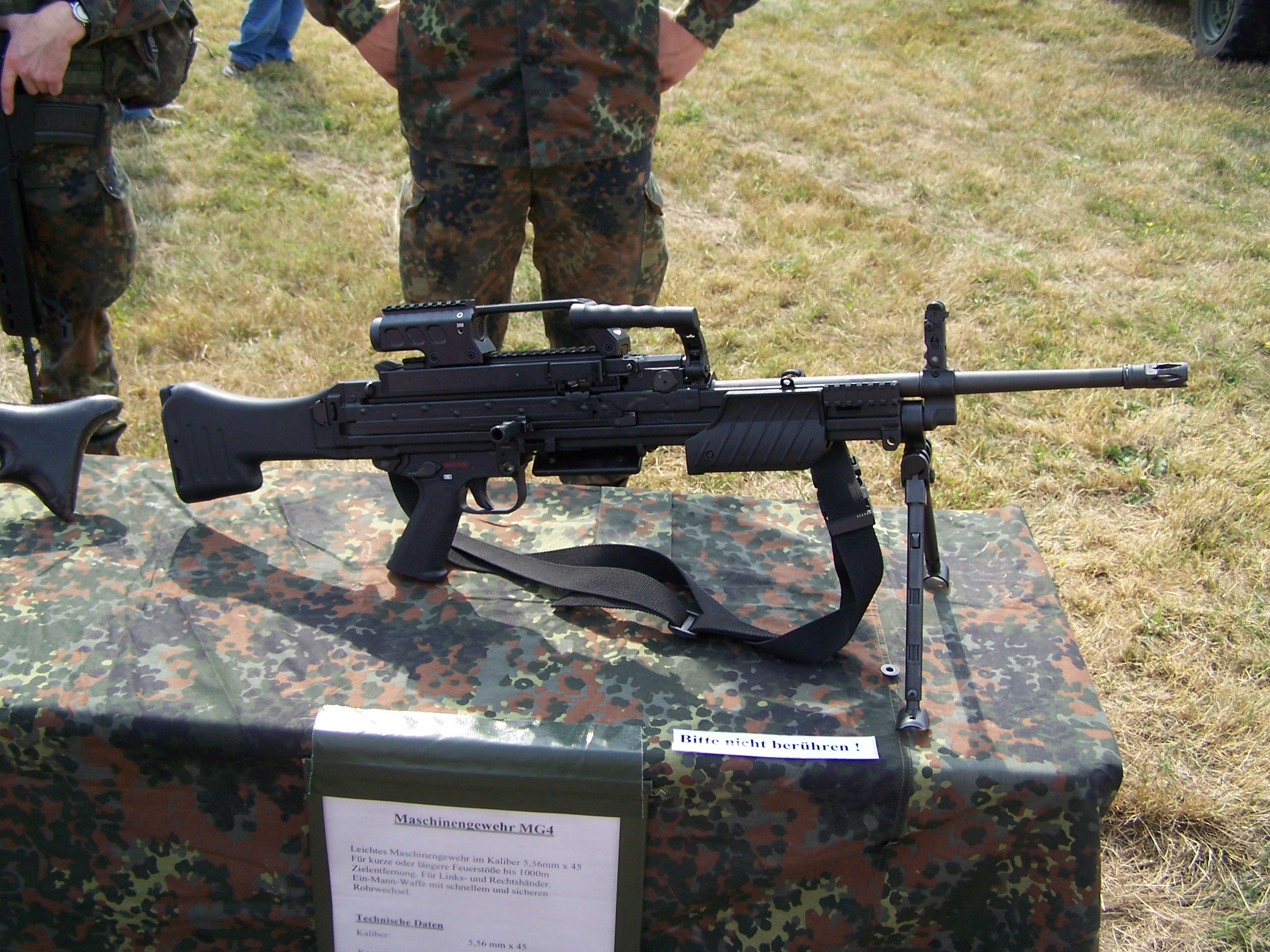
ドイツ陸軍で運用されるMG4。給弾カバー上面のピカティニー・レールに光学照準器とキャリングハンドルを装着しており、その形状はH&K G36のそれに類似している

外見は、同じ5.56x45mm NATO弾を使用する分隊支援火器であるベルギー製ミニミ軽機関銃やイスラエル製IMI ネゲヴにそっくりであるが、前2者と異なりG36などのアサルトライフルの弾倉からの給弾は不可能であり、給弾はベルトリンクのみによる。空薬莢は下方に排出されるが、右方向に変更することも可能である。
キャリングハンドルが銃身交換用グリップを兼ねており、連射により加熱した銃身を素手で容易に交換できるように工夫されている。これは、銃身の交換に耐熱布などを必要とした前任のMG3と比べ改善された点である。薬室の閉鎖はボルトを回転して行うロータリー・ボルト・ロッキングによるもので、小回転角で固定できるようにマイクロ・ロッキング・ラグが装備されている。
銃床はプラスチック製で、携行性に配慮して折畳式のものを採用しており、銃床内部には清掃器具が収められている。また、安定した射撃を実現するために折畳式二脚が標準装備されているうえ、アメリカ製のM112A1三脚に取り付けることも可能である。照準は最大1,000 mの射距離に対応したアイアンサイトを使用するが、必要に応じてピカティニー・レールに光学機器を追加できる。

## 運用
MG4は、ドイツ連邦軍の分隊に配備されているMG3汎用機関銃の後継（MG3は車載など他の用途で使用される）として急速に交代が進められている。また、プーマ装甲歩兵戦闘車の副武装としても使用される。ドイツ以外では、スペイン陸軍に採用されている。
輸出も提案されているが、5.56 mm口径の分隊支援火器市場はすでにミニミ軽機関銃やIMI ネゲヴによって占有されているため、採用国は少ない。また、ベルト給弾専用でボックス給弾機構を有しないことや、重量の大きさ、使用実績のなさなど、ミニミに対して劣っている部分が多いことも理由として挙げられる。

## バリエーション
H&K MG4E
軽量化が施された輸出仕様。スペイン陸軍に採用された。
H&K MG4K
銃身短縮型。
H&K MG4KE
H&K MG4Kの輸出仕様。

H&K MG4車載型
AFVの同軸機銃専用型。同軸機銃としての使用が前提なので、銃床、被筒、二脚が省略されている。
H&K MG5
MG5（HK121）は、MG4を7.62x51mm NATO弾仕様にしたものである（このような例はミニミ軽機関銃に対するMk 48が存在する）。MG4をサイズアップしただけでなく、銃身上部にカバー、機関部のカバーにローディングインジケーター、折り畳み銃床に微調整機能が追加された。給弾機構は強化され、仮に250発分の弾帯が給弾口に挿入され、そのまま支えられずにぶら下がった状態であっても円滑に作動することができる。コッキングハンドルはMG3に似たT字形状である。二脚は左右個別に長さを調節できる。外面の大部分は緑褐色（色見本番号：RAL 8000）の素材または表面処理を採用している。ガスレギュレーターを調節することで、一分間の発射レートを640発・720発・800発の三段階で変更できる。専用のアダプターを介すれば、MG3用の三脚に搭載・射撃することができる。現在はドイツ連邦軍においてMG3の代替として採用が進められている。

## 採用国
ドイツ
ドイツ陸軍が採用（また、海軍特殊部隊にも配備されている）。2010年まで調達する予定。
 スペイン
2007年にMG4Eの採用を決定した。4年間で1,800丁以上を調達する予定。
 ポルトガル

## 登場作品

### ゲーム
『Alliance of Valiant Arms』
ゲーム内兵科である「ライフルマン」のメイン武器としてMG4KEが登場。
『Bullet force』
ゲーム内で使用可能な武器として登場。
『OPERATION7』

『コール オブ デューティシリーズ』
『CoD:MW2』
キャンペーン、マルチプレイで使用可能。なぜかキャンペーンではロシア軍が装備している。
『CoD:MW(2019)』
MG5が「M91」という名称で登場。キャンペーン、マルチプレイで使用可能。キャンペーンではアメリカ海兵隊が装備している。

『スペシャルフォース2』
課金武器として登場。
『ドールズフロントライン』
星5戦術人形として「Gr MG4」という名前で登場。また、MG5も星5戦術人形「Gr MG5」として登場している。
『バトルフィールドシリーズ』
『BF4』
キャンペーン、マルチプレイで使用可能。
『BFH』
各マップ限定のバトルピックアップとして登場する。